# Selvagem (2020)
Selvagem é um filme brasileiro de 2021, dos gêneros drama e coming-of-age dirigido por Diego da Costa. É produzido pela Pietà Filmes e pela DGT Filmes e estrelado por Fran Santos, Kelson Succi, Paulo Pinheiro, Juliana Gerais, Erica Ribeiro, Lucélia Santos e Rincon Sapiência.
Sua estreia em festivais aconteceu no Festival Guarnicê de Cinema em 26 de Junho de 2019. 
A produção conquistou o prêmio de Melhor Filme do Público no 14º Festival de Cinema Latino Americano de São Paulo. Selvagem recebeu 32 prêmios em 10 festivais, sendo 8 de melhor filme e foi um dos 15 filmes brasileiros finalistas para representarem o país na categoria Filme Internacional no Oscar 2022.
Selvagem estreou em circuito comercial de cinema no Brasil no dia 2 de dezembro de 2021.

## Sinopse
Sofia tem um objetivo muito claro: passar no vestibular, achar um emprego e sair de casa. Porém, quando a escola onde estuda é ocupada pelos seus amigos e colegas de classe, ela se vê em um dilema entre continuar estudando sozinha ou compartilhar seu conhecimento na transformação da escola.

## Elenco
Fran Santos como Sofia
Kelson Succi como Ciro
Lucélia Santos como Professora Maria
Rincon Sapiência como Professor Antônio
Juliana Gerais como Janaína
Paulo Pinheiro como Josué
Érica Ribeiro como Mirela
Rafael Imbroisi como Pablo
Dagoberto Feliz como Geraldo
Lucélia Sérgio Conceição como Marta
Vilma Melo como Maria Elisa
Everson Anderson como Alberto
Leonardo de Sá como Ezequiel
Jady Maria Bandeira como Bruna
Felipe Marinho como Pedro

## Prêmios e indicações
| Ano  | Prêmio/Festival                                  | Categoria                              | Resultado |
| ---- | ------------------------------------------------ | -------------------------------------- | --------- |
| 2019 | Festival Guarnicê de Cinema                      | Melhor Longa Metragem                  | Venceu    |
| 2019 | Festival Guarnicê de Cinema                      | Melhor Desenho de Som                  | Venceu    |
| 2019 | Festival Guarnicê de Cinema                      | Melhor Atriz                           | Venceu    |
| 2019 | Festival Guarnicê de Cinema                      | Melhor Ator Coadjuvante                | Venceu    |
| 2019 | Festival Guarnicê de Cinema                      | Melhor Atriz Coadjuvante               | Venceu    |
| 2019 | Festival de Cinema Latino-Americano de São Paulo | Melhor Filme do Público                | Venceu    |
| 2019 | XV Panorama Internacional Coisa de Cinema        | Melhor Longa Nacional - Juri Cachoeira | Venceu    |
| 2019 | Festival de Cinema de Vitória                    | Melhor Longa Metragem                  | Indicado  |
| 2019 | Festival de Cinema de Vitória                    | Melhor Direção                         | Indicado  |